# Lista de campeões do Evolution Championship Series
Esta é a lista de campeões do Evolution Championship Series (Evo), torneio internacional de jogos eletrônicos de luta.

## Edições
| Evento | Jogo                                                   | Campeão                  | Alias                            | Personagem                                                                                   |
| ------ | ------------------------------------------------------ | ------------------------ | -------------------------------- | -------------------------------------------------------------------------------------------- |
| 2002   | Super Street Fighter II Turbo                          | Jason Cole               | AfroCole                         | Dhalsim                                                                                      |
| 2002   | Marvel vs. Capcom 2: New Age of Heroes                 | Justin Wong              | Jwong                            | Storm/Sentinel/Cyclops                                                                       |
| 2002   | Capcom vs. SNK 2                                       | Hajime Taniguchi         | Tokido                           | N-E. Honda, Blanka, Sagat                                                                    |
| 2003   | Street Fighter III: 3rd Strike                         | Kenji Obata              | KO                               | Yun                                                                                          |
| 2003   | Marvel vs. Capcom 2: New Age of Heroes                 | Justin Wong              | jwong                            | Magneto/Cable/Sentinel                                                                       |
| 2003   | Super Street Fighter II Turbo                          | Daigo Umehara            | Daigo                            | Ryu                                                                                          |
| 2003   | Capcom vs. SNK 2                                       | Tetsuya Inoue            | Ino                              | K- Blanka/Cammy/Sagat                                                                        |
| 2003   | Tekken 4                                               | Josh Molinaro            | Jinkid                           | Jin Kazama                                                                                   |
| 2003   | Tekken Tag Tournament                                  | Bong-min Kim             | KBM                              | Jin Kazama/Devil                                                                             |
| 2003   | Soulcalibur II                                         | Daniel Vu                | Dan The Nightmare (DTN)          | Nightmare                                                                                    |
| 2003   | Virtua Fighter 4: Evolution                            | Eiji Komatsu             | Chibita                          | Lion Rafale                                                                                  |
| 2003   | Guilty Gear X2                                         | Daigo Umehara            | Daigo                            | Sol Badguy                                                                                   |
| 2004   | Street Fighter III: 3rd Strike                         | Kenji Obata              | KO                               | Yun                                                                                          |
| 2004   | Marvel vs. Capcom 2: New Age of Heroes                 | Justin Wong              | jwong                            | Storm/Sentinel/Commando                                                                      |
| 2004   | Super Street Fighter II Turbo                          | Daigo Umehara            | Daigo                            | O. Sagat, Ryu, Balrog                                                                        |
| 2004   | Capcom vs. SNK 2                                       | Yosuke Ito               | Kindevu                          | A-Sakura/Bison/Blanka                                                                        |
| 2004   | Soul Calibur II                                        | Robert Combs             | RTD                              | Xianghua, Ivy, Voldo, Nightmare                                                              |
| 2004   | Guilty Gear X2                                         | Daigo Umehara            | Daigo                            | Sol                                                                                          |
| 2004   | Virtua Fighter 4: Evolution                            | Hiromiki Kumada          | Itabashi Zangief                 | Shun Di                                                                                      |
| 2004   | Tekken 4                                               | Anthony Tran             | Jackie Tran                      | Jin                                                                                          |
| 2004   | Tekken Tag Tournament                                  | Ryan Hart                | Prodigal Son                     | Jin, Kazuya                                                                                  |
| 2005   | Tekken Tag Tournament                                  | Byeong-mun Son           | Qudans                           | Jin, Kazuya                                                                                  |
| 2005   | Capcom vs. SNK 2                                       | Ryo Yoshida              | D44 BAS                          | A-Honda/Bison/Blanka                                                                         |
| 2005   | Guilty Gear X2#Reload                                  | Ryota Fukumoto           | RF                               | Faust                                                                                        |
| 2005   | Super Street Fighter II Turbo                          | N/A                      | Gian                             | Dhalsim                                                                                      |
| 2005   | Marvel vs. Capcom 2: New Age of Heroes                 | Duc Do                   | Ducvader                         | Spiral, Cable, Sentinel                                                                      |
| 2005   | Tekken 5                                               | Christopher Villarreal   | Crow                             | Steve                                                                                        |
| 2005   | Street Fighter III: 3rd Strike                         | Shinya Ohnuki            | Nuki                             | Chun-Li                                                                                      |
| 2006   | Dead or Alive 4                                        | Carl White               | Perfect Legend                   | Gen Fu, Hayate                                                                               |
| 2006   | Capcom vs. SNK 2                                       | Yosuke Ito               | Kindevu                          | A-Sakura/Bison/Blanka                                                                        |
| 2006   | Guilty Gear XX Slash (equipes)                         | Team BAS                 |                                  | ??? Testament Bridget                                                                        |
| 2006   | Hyper Street Fighter II                                | Alex Wolfe               | A_wolfe                          | ST Dhalsim, CE Bison                                                                         |
| 2006   | Marvel vs. Capcom 2: New Age of Heroes                 | Justin Wong              | JWong                            | Storm/Sentinel/Cyclops                                                                       |
| 2006   | Tekken 5                                               | Christopher Villarreal   | Crow                             | Steve                                                                                        |
| 2006   | Street Fighter III: 3rd Strike                         | Yoshihiko Togawa         | Nitto                            | Yun                                                                                          |
| 2006   | Mario Kart DS                                          | Cameron Tangen           | CAM                              | ROB                                                                                          |
| 2007   | Street Fighter III: 3rd Strike                         | Shinya Ohnuki            | Nuki                             | Chun-Li                                                                                      |
| 2007   | Capcom vs. SNK 2                                       | Ryo Yoshida              | BAS                              | A-Blanka, Vega, M. Bison                                                                     |
| 2007   | Virtua Fighter 5                                       | Hiromiki Kumada          | Itazan                           | Shun Di                                                                                      |
| 2007   | Super Street Fighter II Turbo                          | Hajime Taniguchi         | Tokido                           | Vega                                                                                         |
| 2007   | Marvel vs. Capcom 2: New Age of Heroes                 | Michael Mendoza          | IFC Yipes                        | Magneto/Storm/Psylocke                                                                       |
| 2007   | Tekken 5: Dark Resurrection                            | Josh Park                | Arario                           | Jack-5                                                                                       |
| 2007   | Guilty Gear XX Accent Core (equipes)                   | Japão                    | Team Yossan                      | I-No Eddie                                                                                   |
| 2007   | Super Smash Bros. Melee                                | Ken Hoang                | SephirothKen                     | Marth                                                                                        |
| 2008   | Street Fighter III: 3rd Strike                         | Shinya Ohnuki            | Nuki                             | Chun-Li                                                                                      |
| 2008   | Marvel vs. Capcom 2: New Age of Heroes                 | Justin Wong              | Jwong                            | Sentinel, Storm, Captain Commando                                                            |
| 2008   | Capcom vs. SNK 2                                       | John Choi                | Choiboy                          | C-Ken/Cammy/Sagat                                                                            |
| 2008   | Super Street Fighter II Turbo                          | John Choi                | Choiboy                          | Ryu, O. Sagat, Ken                                                                           |
| 2008   | Tekken 5: Dark Resurrection                            | Ryan Hart                | Prodigal Son                     | Kazuya                                                                                       |
| 2008   | Super Smash Bros. Brawl                                | Asim Mehta               | CPU                              | R.O.B.                                                                                       |
| 2009   | Street Fighter IV                                      | Daigo Umehara            | Daigo                            | Ryu                                                                                          |
| 2009   | Super Street Fighter II Turbo HD Remix                 | Hung Nguyen              | Afro Legends                     | Balrog, Dee Jay                                                                              |
| 2009   | Marvel vs. Capcom 2: New Age of Heroes                 | Sanford Kelly            | Santhrax                         | Storm, Sentinel, Captain Commando                                                            |
| 2009   | Guilty Gear XX Accent Core Plus                        | Abdullatif Alhmili       | Latif                            | Eddie                                                                                        |
| 2009   | Street Fighter III: 3rd Strike (duplas)                | Justin Wong Issei Suzuki | jwong Issei                      | Chun-Li Yun                                                                                  |
| 2009   | Soulcalibur IV                                         | Jonathan Ledy            | Malek                            | Ivy                                                                                          |
| 2010   | Super Street Fighter IV                                | Daigo Umehara            | Daigo                            | Ryu                                                                                          |
| 2010   | Tekken 6                                               | Hyun-kyu Park            | Nin                              | Steve                                                                                        |
| 2010   | Melty Blood: Actress Again                             | Yoichiro Aruga           | Garu                             | H-Kohaku, H-VSion                                                                            |
| 2010   | Tatsunoko vs. Capcom: Ultimate All-Stars               | Martin Phan              | EG Marn                          | Zero, Alex, Tekkaman Blade                                                                   |
| 2010   | Super Street Fighter II Turbo HD Remix                 | Darryl Lewis             | Snake Eyez                       | Zangief                                                                                      |
| 2010   | Marvel vs. Capcom 2: New Age of Heroes                 | Justin Wong              | EG JWong                         | Storm, Sentinel, Cyclops                                                                     |
| 2010   | Super Street Fighter IV (feminino)                     | Marie-Laure Norindr      | aAa Kayane                       | Chun-Li                                                                                      |
| 2011   | Super Street Fighter IV: Arcade Edition                | Keita Ai                 | Fuudo                            | Fei Long                                                                                     |
| 2011   | Marvel vs. Capcom 3: Fate of Two Worlds                | Jay Snyder               | BOX Viscant                      | Wesker/Haggar/Phoenix, Wesker/Iron Man/Phoenix                                               |
| 2011   | Mortal Kombat                                          | Carl White               | EMP Perfect Legend               | Kung Lao                                                                                     |
| 2011   | BlazBlue: Continuum Shift II                           | Alex Chen                | Spark                            | Hakumen                                                                                      |
| 2011   | Tekken 6                                               | Rene Maistry             | DMG/Kor                          | Bob                                                                                          |
| 2012   | Super Street Fighter IV: Arcade Edition (Version 2012) | Seon-woo Lee             | WW.MCZ Infiltration              | Akuma, Gouken                                                                                |
| 2012   | Ultimate Marvel vs. Capcom 3                           | Ryan Ramirez             | coL.CC Filipino Champ            | Magneto/Dormammu/Doctor Doom, Magneto/Doctor Doom/Phoenix                                    |
| 2012   | Street Fighter X Tekken (duplas)                       | Seon-woo Lee Ryan Ahn    | WW.MCZ Infiltration WW.MCZ Laugh | Rolento Ryu                                                                                  |
| 2012   | Mortal Kombat                                          | Carl White               | EMP KN Perfect Legend            | Kung Lao                                                                                     |
| 2012   | The King of Fighters XIII                              | Kwang-noh Lee            | CafeID MadKOF                    | Duo Lon, King, Kim, Chin                                                                     |
| 2012   | Soulcalibur V                                          | Naoaki Yanagihara        | Shining Decopon                  | Tira                                                                                         |
| 2013   | Super Street Fighter IV: Arcade Edition (Version 2012) | Kun Xian Ho              | DM.MCZ/Xian                      | Gen                                                                                          |
| 2013   | Ultimate Marvel vs. Capcom 3                           | Job Figueroa             | FS.EMP/Flocker                   | Zero/Vergil/Hawkeye                                                                          |
| 2013   | Injustice: Gods Among Us                               | Phillip Atkinson         | VxG.EMP/KDZ                      | Superman                                                                                     |
| 2013   | Super Smash Bros. Melee                                | Joseph Marquez           | MIOM/Mang0                       | Fox, Falco                                                                                   |
| 2013   | The King of Fighters XIII                              | Reynald Tacsuan          | AS/Reynald                       | EX Kyo/Benimaru/Chin, EX Kyo/Benimaru/Kim, Kim/Benimaru/Chin, Benimaru/Takuma/Chin           |
| 2013   | Street Fighter X Tekken (Version 2013)                 | Seon-Woo Lee             | Infiltration                     | Jin/Alisa                                                                                    |
| 2013   | Tekken Tag Tournament 2                                | Jae-min Bae              | CafeId/Knee                      | Devil Jin/Bruce, Dragunov/Marduk, Heihachi/Lars                                              |
| 2013   | Mortal Kombat                                          | Denzell Terry            | Crazy DJT 88                     | Cyrax                                                                                        |
| 2013   | Persona 4 Arena                                        | Japão                    | Yume                             | Aigis                                                                                        |
| 2014   | Ultra Street Fighter IV                                | Olivier Hay              | MD/Luffy                         | Rose                                                                                         |
| 2014   | Ultimate Marvel vs. Capcom 3                           | Justin Wong              | EG/JWong                         | Wolverine/Storm/Akuma                                                                        |
| 2014   | Super Smash Bros. Melee                                | Joseph Marquez           | C9/Mang0                         | Fox, Falco                                                                                   |
| 2014   | Killer Instinct                                        | Emmanuel Brito           | KN.RM/CDjr                       | Sadira, Jago                                                                                 |
| 2014   | BlazBlue: Chrono Phantasma                             | Keiji Okamoto            | Galileo                          | Litchi                                                                                       |
| 2014   | The King of Fighters XIII                              | Zhuojun Zeng             | Qanba/Xiao Hai                   | EX Iori/Mr. Karate/Kim                                                                       |
| 2014   | Injustice: Gods Among Us                               | Dominique McLean         | RG/SonicFox                      | Batgirl                                                                                      |
| 2014   | Tekken Tag Tournament 2                                | Hyun-jin Kim             | Twitch/JDCR                      | Heihachi/Armor King                                                                          |
| 2015   | Ultra Street Fighter IV                                | Yusuke Momochi           | Momochi                          | Ken, Evil Ryu, Elena                                                                         |
| 2015   | Ultimate Marvel vs. Capcom 3                           | Nicolás González         | BE/KaneBlueRiver                 | Hulk/Sentinel/Haggar                                                                         |
| 2015   | Super Smash Bros. Melee                                | Adam Lindgren            | A/Armada                         | Fox, Peach                                                                                   |
| 2015   | Mortal Kombat X                                        | Dominique McLean         | cR/SonicFox                      | Erron Black (Outlaw), Kitana (Royal Storm)                                                   |
| 2015   | Guilty Gear Xrd -SIGN-                                 | Kenichi Ogawa            | Ogawa                            | Zato-1                                                                                       |
| 2015   | Killer Instinct                                        | Jonathan Deleon          | Rico Suave                       | Fulgore, Thunder, Glacius, Omen, Spinal                                                      |
| 2015   | Tekken 7                                               | Nakayama Daichi          | ORZ\|Nobi                        | Dragunov                                                                                     |
| 2015   | Super Smash Bros. for Wii U                            | Gonzalo Barrios          | ZeRo                             | Sheik, Diddy Kong                                                                            |
| 2015   | Persona 4 Arena Ultimax                                | Chou Yamashita           | KSB\|Superboy                    | Ken                                                                                          |
| 2016   | Street Fighter V                                       | Seon-woo Lee             | RZR\|Infiltration                | Nash, F.A.N.G                                                                                |
| 2016   | Super Smash Bros. Melee                                | Juan Debiedma            | Liquid\|Hungrybox                | Jigglypuff                                                                                   |
| 2016   | Guilty Gear Xrd -REVELATOR-                            | Masahiro Tominaga        | Machaboo                         | Sin                                                                                          |
| 2016   | Ultimate Marvel vs. Capcom 3                           | Christopher Gonzalez     | NYChrisG                         | Morrigan/Doctor Doom/Vergil                                                                  |
| 2016   | Mortal Kombat XL                                       | Dominique McLean         | cR\|SonicFox                     | Erron Black (Gunslinger), Alien (Acidic), Cassie Cage (Hollywood), Jason (Unstoppable)       |
| 2016   | Killer Instinct                                        | Darnell Waller           | F3\|Sleep                        | Arbiter, Gargos                                                                              |
| 2016   | Pokkén Tournament                                      | Hisharu Abe              | Tonosama                         | Braixen, Sceptile                                                                            |
| 2016   | Super Smash Bros. for Wii U                            | Elliot Carroza-Oyarce    | Ally                             | Mario                                                                                        |
| 2016   | Tekken 7: Fated Retribution                            | Jin-woo Choi             | Saint                            | Jack-7                                                                                       |
| 2017   | Street Fighter V                                       | Hajime Taniguchi         | FOX\|Tokido                      | Akuma                                                                                        |
| 2017   | Super Smash Bros. for Wii U                            | Saleem Young             | MVG\|Salem                       | Bayonetta                                                                                    |
| 2017   | Tekken 7                                               | Hyun-jin Kim             | FOX\|JDCR                        | Heihachi, Dragunov                                                                           |
| 2017   | BlazBlue: Central Fiction                              | Ryusei Ito               | Ryusei                           | Carl                                                                                         |
| 2017   | Ultimate Marvel vs. Capcom 3                           | Rene Romero              | SPY\|RyanLV                      | Chun-Li/Morrigan/Phoenix                                                                     |
| 2017   | Super Smash Bros. Melee                                | Adam Lindgren            | [A]\|Armada                      | Peach                                                                                        |
| 2017   | Injustice 2                                            | Ryan Walker              | Noble\|Dragon                    | Aquaman, Poison Ivy                                                                          |
| 2017   | Guilty Gear Xrd REV 2                                  | Omito Hashimoto          | KSB\|Omito                       | Johnny                                                                                       |
| 2017   | The King of Fighters XIV                               | Chia-Hung Lin            | HuomaoTV\|E.T.                   | Leona/Daimon/Benimaru, Clark/Benimaru/Daimon, Billy/Leona/Benimaru, Meitenkun/Benimaru/Leona |
| 2018   | Street Fighter V: Arcade Edition                       | Benjamin Simon           | MOUZ\|Problem X                  | M. Bison, Abigail                                                                            |
| 2018   | Dragon Ball FighterZ                                   | Dominique McLean         | FOX\|SonicFox                    | Bardock/Fused Zamasu/Android 16                                                              |
| 2018   | Tekken 7                                               | Sun-woong Youn           | Fursan\|LowHigh                  | Shaheen                                                                                      |
| 2018   | Super Smash Bros. Melee                                | William Hjelte           | TSM\|Leffen                      | Fox                                                                                          |
| 2018   | Guilty Gear Xrd REV 2                                  | Omito Hashimoto          | Omito                            | Johnny                                                                                       |
| 2018   | Super Smash Bros. for Wii U                            | Bharat Chintapall        | Lima                             | Bayonetta                                                                                    |
| 2018   | BlazBlue: Cross Tag Battle                             | unknown                  | Heiho                            | Ruby/Gordeau                                                                                 |
| 2018   | Injustice 2                                            | Curtis McCall            | Noble\|Rewind                    | Catwoman, Black Adam, Blue Beetle, Firestorm                                                 |
| 2019   | Super Smash Bros. Ultimate                             | Leonardo Lopez           | MkLeo                            | Joker                                                                                        |
| 2019   | Tekken 7                                               | Arslan Siddique          | Arslan Ash                       | Kazumi, Geese                                                                                |
| 2019   | Street Fighter V: Arcade Edition                       | Masato Takahashi         | Bonchan                          | Karin, Sagat                                                                                 |
| 2019   | BlazBlue: Cross Tag Battle                             | Oscar Jaimes             | Shinku                           | Ruby/Yang                                                                                    |
| 2019   | Mortal Kombat 11                                       | Dominique McLean         | SonicFox                         | Cassie Cage                                                                                  |
| 2019   | Samurai Shodown                                        | Seon-Woo Lee             | Infiltration                     | Genjuro                                                                                      |
| 2019   | Dragon Ball FighterZ                                   | Goichi Kishida           | Go1                              | Bardock/Goku/Kid Goku                                                                        |
| 2019   | Under Night In-Birth                                   | Masaru Higuchi           | ClearLamp                        | Byakuya                                                                                      |
| 2019   | Soul Calibur VI                                        | Yuta Sudo                | Yuttoto                          | Voldo                                                                                        |